# Iwona Grzegorzewska
Iwona Alicja Grzegorzewska – polska psycholog, dr hab. nauk społecznych, profesor uczelni Instytutu Psychologii Wydziału Pedagogiki, Psychologii i Socjologii Uniwersytetu Zielonogórskiego.

## Życiorys
Obroniła pracę doktorską, 5 czerwca 2014 habilitowała się na podstawie pracy zatytułowanej Odporność psychiczna dzieci alkoholików. Została zatrudniona na stanowisku adiunkta w Katedrze Zdrowia Publicznego na Wydziale Nauk Społecznych Uniwersytetu Zielonogórskiego.  Od 2014 r. Kierownik Zakładu Psychologii Klinicznej i Psychopatologii Rozwojowej. Pełni funkcję  dyrektora Instytutu Psychologii Uniwersytetu Zielonogórskiego. 
Certyfikowany specjalista psychoterapii dzieci i młodzieży. 
Jest profesorem uczelni Instytutu Psychologii Wydziału Nauk Społecznych  Uniwersytetu Zielonogórskiego.